# 다지마 신지
다지마 신지(일본어: 田島 慎二, 1989년 12월 21일 ~ )는 일본의 야구 선수이자, 현 센트럴 리그 주니치 드래건스의 소속 선수(투수)이다.